# Trovo Live
Trovo (dříve Madcat) je čínská platforma pro živé vysílání videoher vlastněná společností Tencent Games. Podobně jako Twitch nabízí Trovo odstupňované možnosti placeného předplatného pro každý kanál, které předplatitelům poskytuje přizpůsobitelné odměny. Kromě toho nabízí předplatné Ace, což je balíček pro celý web, který obsahuje další emotikony a další pokročilé funkce.